# Triton (1928)
Triton (Y-5) (gr.: Τρίτων) – grecki okręt podwodny z okresu międzywojennego i II wojny światowej, trzecia zamówiona jednostka typu Protefs. Okręt został zwodowany 4 kwietnia 1928 roku we francuskiej stoczni Ateliers et Chantiers de la Loire w Nantes, a do służby w Marynarce Grecji wszedł w marcu 1930 roku. „Triton” uczestniczył w wojnie grecko-włoskiej z lat 1940–1941, a po inwazji Niemiec na Grecję w 1941 roku operował u boku Royal Navy na Morzu Śródziemnym. 16 listopada 1942 roku okręt został zatopiony na Morzu Egejskim przez niemiecki ścigacz okrętów podwodnych UJ-2102.

## Projekt i budowa
Jednostka została zamówiona przez rząd Grecji w 1925 roku. Projekt okrętu, autorstwa inż. Jeana Simonota, był bardzo zbliżony do francuskiego typu Sirène i stanowił powiększoną wersję typu Katsonis. Oprócz większych wymiarów i wyporności, wszystkie wyrzutnie torped umieszczono w kadłubie sztywnym.
„Triton” zbudowany został w stoczni Ateliers et Chantiers de la Loire w Nantes. Stępkę okrętu położono w 1927 roku, został zwodowany 4 kwietnia 1928 roku, a do służby w Polemiko Naftiko przyjęto go 1 marca 1930 roku. Jednostka otrzymała nazwę nawiązującą do mitologicznego bóstwa morskiego – Trytona oraz numer burtowy Y-5. Koszt budowy okrętu wyniósł 119 000 £.

## Dane taktyczno–techniczne
„Triton” był dużym okrętem podwodnym o konstrukcji dwukadłubowej. Długość całkowita wynosiła 68,6 metra, szerokość 5,73 metra i zanurzenie 4,18 metra. Wyporność w położeniu nawodnym wynosiła 750 ton, a w zanurzeniu 960 ton. Okręt napędzany był na powierzchni przez dwa dwusuwowe silniki wysokoprężne Sulzer o łącznej mocy 1420 koni mechanicznych (KM). Napęd podwodny zapewniały dwa silniki elektryczne o łącznej mocy 1200 KM. Dwuśrubowy układ napędowy pozwalał osiągnąć prędkość 14 węzłów na powierzchni i 9,5 węzła w zanurzeniu. Zasięg wynosił 4000 Mm przy prędkości 10 węzłów w położeniu nawodnym oraz 100 Mm przy prędkości 5 węzłów pod wodą. Zbiorniki paliwa mieściły 105 ton oleju napędowego. Dopuszczalna głębokość zanurzenia wynosiła 85 m.
Okręt wyposażony był w osiem wewnętrznych wyrzutni torped kalibru 550 mm: sześć na dziobie oraz dwie na rufie, z łącznym zapasem 10 torped. Uzbrojenie artyleryjskie stanowiło działo pokładowe Schneider kal. 100 mm L/40, umieszczone na obrotowej platformie na przedzie kiosku, z zapasem amunicji wynoszącym 150 naboi oraz działko plot. kal. 40 mm Mark II L/39.
Załoga okrętu składała się z 41 oficerów, podoficerów i marynarzy.

## Służba
Podczas inwazji Włoch na Grecję, 9 stycznia 1941 roku „Triton” bez powodzenia zaatakował niezidentyfikowany włoski okręt podwodny w Cieśninie Otranto. 23 marca okręt pod dowództwem kmdr. ppor. D. Zeposa storpedował i zatopił na pozycji 40°58′N 18°27′E/40,966667 18,450000 włoski statek handlowy „Carnia” (5154 BRT). Po upadku Grecji w 1941 roku „Triton” (wraz z okrętami podwodnymi „Katsonis”, „Papanikolis”, „Nirefs” i „Glafkos”) uciekł do Aleksandrii, którą osiągnął 25 kwietnia. Okręt operował u boku Royal Navy w składzie 1. Flotylli Okrętów Podwodnych, stacjonując w Aleksandrii. W dniach 10–13 czerwca 1942 roku jednostka pod dowództwem kmdr. ppor. E. Kontoyiannisa (Contoyannisa) zatopiła ogniem artylerii trzy greckie żaglowce nieopodal wysp Santoryn i Eubea.
16 listopada 1942 roku między wyspami Eubea a Andros okręt został zatopiony przez niemiecki pomocniczy ścigacz okrętów podwodnych UJ-2102; według części publikacji, wspólnie z niszczycielem „Hermes”.